# Крейг Конрой
Крейг Конрой (англ. Craig Conroy; 4 вересня 1971, м. Потсдам, Нью-Йорк, США) — американський хокеїст, центральний нападник.
Виступав за «Фредеріктон Канадієнс» (АХЛ), «Монреаль Канадієнс», «Сент-Луїс Блюз», «Вустер Айскетс» (АХЛ), «Калгарі Флеймс», «Лос-Анджелес Кінгс».
У складі національної збірної США учасник зимових Олімпійських ігор 2006, учасник Кубка світу 2004.